# Europeisk ål
Europeisk ål (Anguilla anguilla), ofta benämnd enbart ål, är en långsträckt strålfenig fisk inom familjen Anguillidae. Ålfiskar har en säregen anatomi och livscykel. Som adult är den långsträckt, med en cylindrisk ormlik kropp. Till skillnad från de flesta andra sötvattensfiskar saknar den bukfena, och rygg-, anal-, och stjärtfena är sammanvuxna. I sitt sötvattenhabitat är den mörkfärgad, men under lekperiodens början, inför migrationen till havet, ändras dess färg till silverglänsande.
Man har länge vetat att europeisk ål är en katadrom fisk, som vandrar från de sötvattenhabitat där de lever under stora delar av sitt liv, ut i havet, men var reproduktionen sker eller hur reproduktionen går till var ett mysterium i hundratals år. Det var först i början av 1900-talet som forskare lyckades lokalisera ålens lek till Sargassohavet. 
Mänsklig aktivitet har gjort att populationen av europeisk ål minskat kraftigt. Detta beror bland annat på byggnadsverk, som hindrar ålar på deras vandringar, föroreningar, spridning av sjukdomar och överfiske, då dess kött är mycket uppskattat och ingår i traditionell mat i ett flertal kustländer. Europeisk ål kategoriseras, över hela sitt utbredningsområde som akut hotad på grund av den dramatiska minskningen.

## Utseende och anatomi
Ålen har en livscykel med flera stadier under sin livstid. Larvstadiet varar från det att ålen kläcks ute till havs till dess att den påbörjar sin vandring mot sina sötvattenhabitat då den växer till sig och antar sin allt mer ormliknande adulta form. 

### Larv- och glasålsstadiet

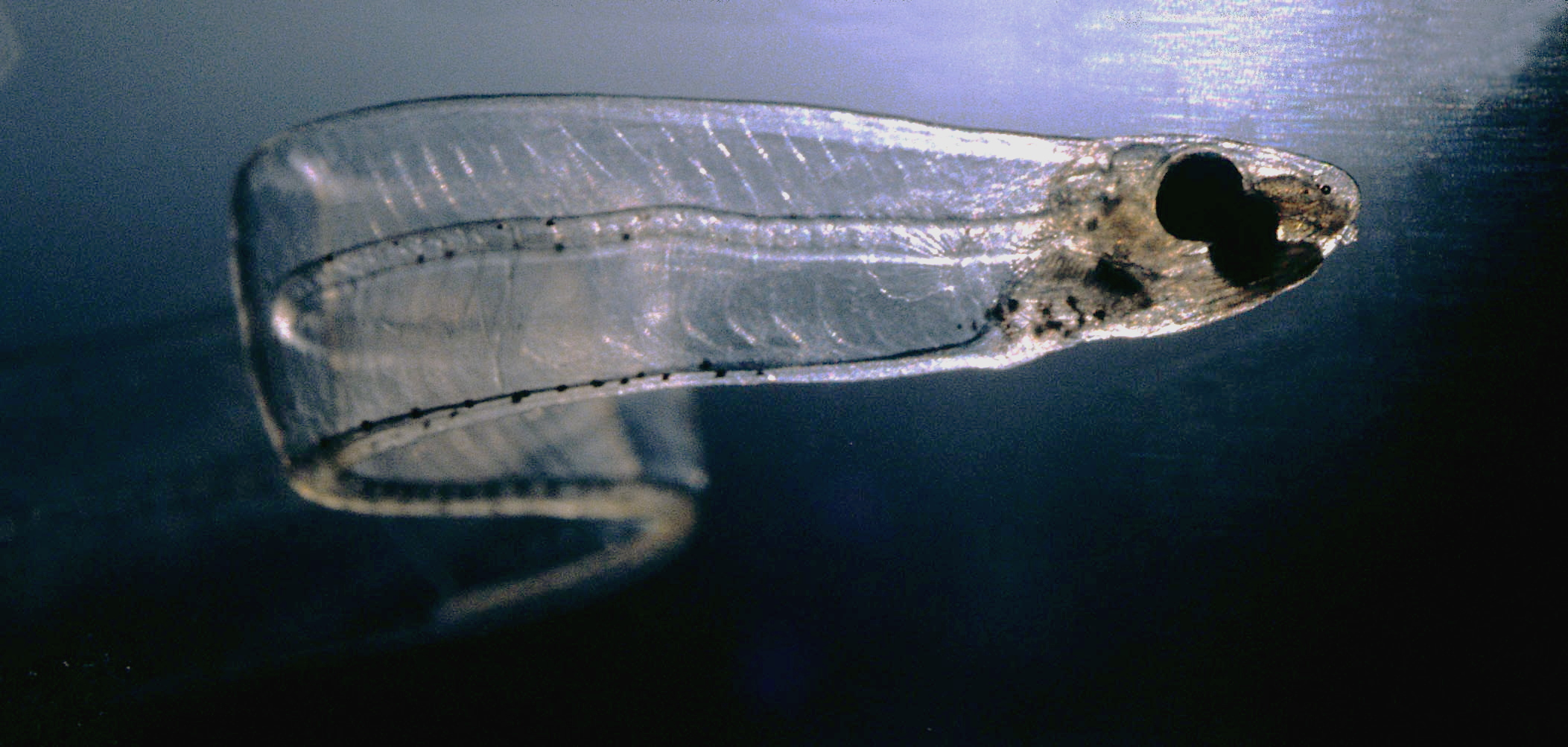
Larvstadiet.

Larven, som kallas leptocephalus-larv, är genomskinlig och färglös, endast ögat är svart. Kroppen, som inledningsvis mäter 5 till 7 mm, är pilbladsformad och tillplattad och den har ett extremt litet huvud. Den har inte några utvecklade fiskfjäll och skelettet är mjukt. När den på sina vandring närmar sig kontinentalsockeln börjar de växa och omvandlas från att vara tillplattad till att få en rundare form och når en längd på upp till 8 cm och en höjd på 1 cm. I detta stadium kallas de för "glasålar". Ännu i slutet av 1800-talet betraktades detta stadium som den separata arten Leptocephalus brevirostri.

### Sötvattenstadiet

Ålens livscykel.

Som adult har ålen en slangliknande, cylindrisk och slingrande ormlik kropp. Ryggfenan, analfenan och stjärtfenan är sammanvuxna, med 245-275 mjuka strålar i ryggfenan och 176-249 mjuka strålar i analfenan. Den saknar helt bukfenor medan bröstfenorna är placerade strax bakom huvudet. Huden är jämn och avger mycket slem. Fjällen är små, ovala och ligger djupt i huden. Till skillnad från de flesta andra fiskarter överlappar inte fjällen varandra. Gälarna är relativt små. Ålen har även en väl utvecklad hudandning som gör det möjligt för den att tillfälligt lämna vattnet. Munnen är ganska djupt kluven och når fram i nivå med ögonen, som är relativt små. Ålen nyttjar först och främst sitt goda luktsinne för att finna föda. Ålarnas käkar har olika bredd, förmodligen beroende på vilken föda som de främst lever av.
Ålens färg förändras under hela livet. De yngsta, så kallade glasålarna har ingen pigmentering, men en kamouflagefärg uppträder under tillväxten och när de närmar sig kusten vid vårkanten då vattentemperaturen ökar blir de gulaktiga bruna, varför de då kallas för "gulålar". Adulta ålar har mörk, brunaktig rygg som skiftar till ljusare gulaktigt på buken. När ålen närmar sig könsmognad och påbörjar migreringen till havet blir hela kroppen ljusare och får en metallisk glans, med en silverglänsande mage. I detta stadium, då de bland annat kallas för "silverål", blir ögonen också betydligt större och matsmältningsorganet börjar tillslutas.
I slutet av det första levnadsåret når ålen 15–30 cm med en vikt på upp till 20 gram, medan det under det tredje året kan nå längder på 40–45 cm och vikter upp till 400 gram. Under lekperioden har de nått en längd på cirka 100 cm, men kan också vara större i storlek beroende på levnadsförhållanden och ålder. Hanar är betydligt mindre än honor.

Ålar i olika stadier av livscykeln
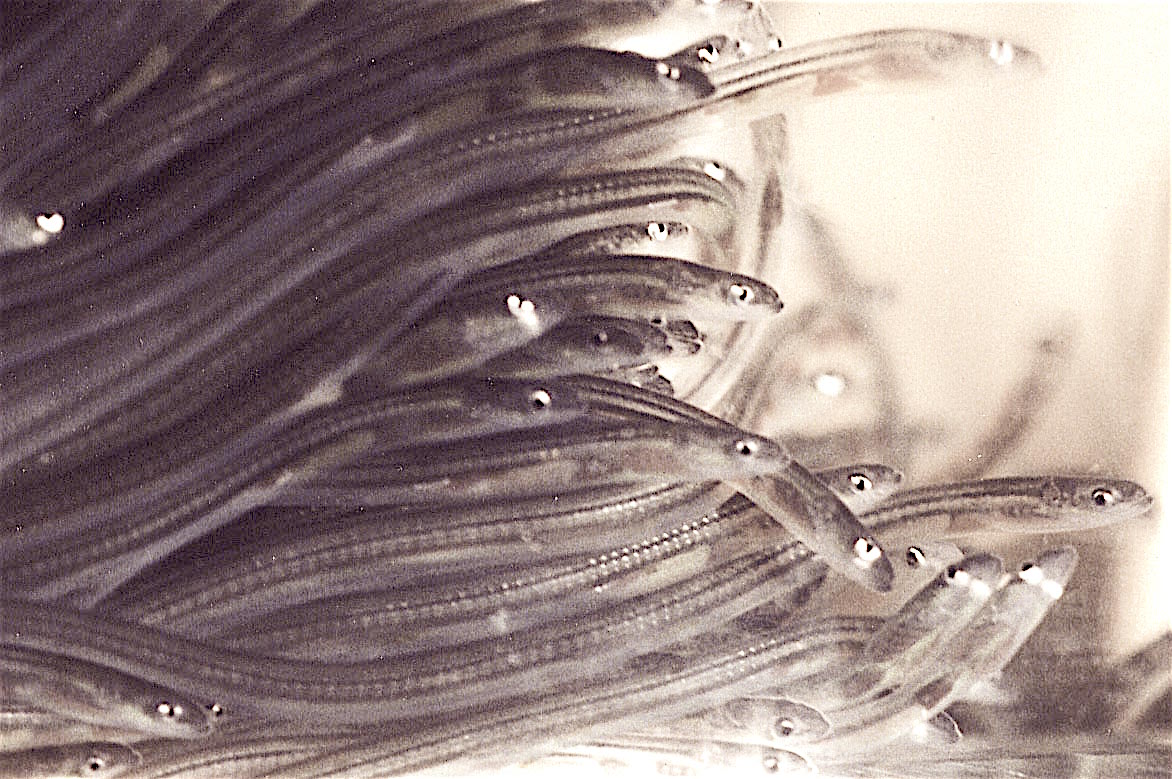
Glasålar
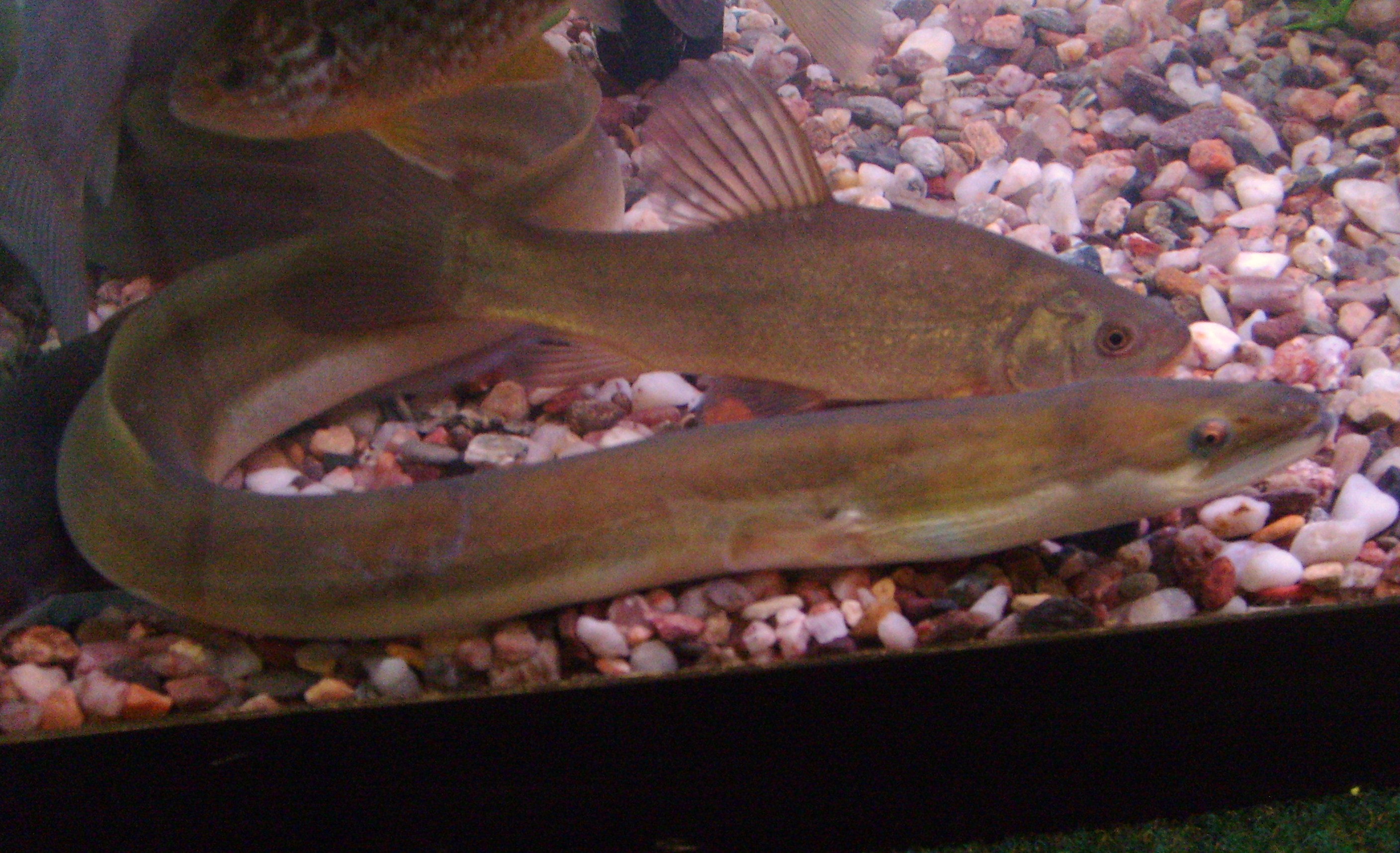
Gulål
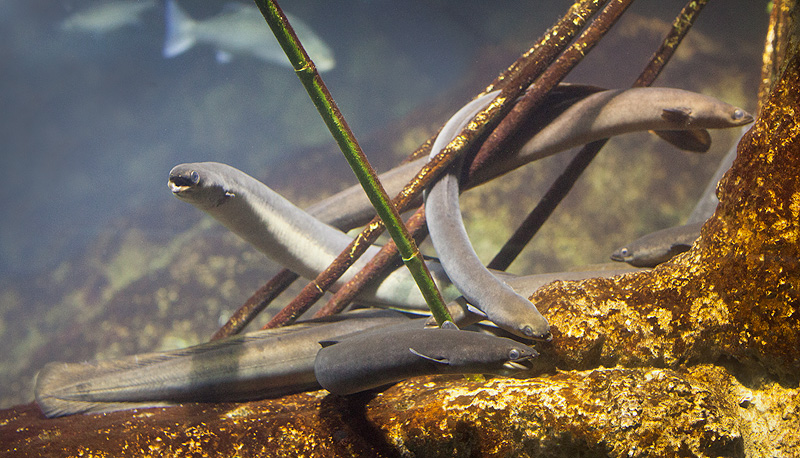
Silverålar

## Ekologi
Larverna kläcks i Sargassohavet och färdas passivt med Golfströmmen till Europas kuster. Hur länge denna resa tar är omdiskuterat där olika studier indikerar på allt från 10 månader till 3 år. Många mindre gulålar stannar kvar i kustområdena men vissa fortsätter sin vandring upp i älvar och åar till insjöar.
Ålen är en nattaktiv allätare. Under dagen i sötvattenhabitatet ligger ålen nedborrad i bottensedimenten, men när mörkret faller kommer ålen fram. 
Efter 10 till 25 år som konstant växande gulål omvandlas den igen och kallas då antingen blankål, silverål eller vandringsål och det är först i detta stadium som den närmar sig könsmognad varpå de aktivt söker sig tillbaka till kusten för att återvända till Sargassohavet. Vid denna tidpunkt förändras bland annat deras matsmältningssystem så att de inte längre kan uppta någon näring via maten utan på vägen tillbaka lever de bara på fettreserver. Hur de tar sig tillbaka till Sargassohavet är inte känt. Väl framme leker de och dör.

## Ålen och människan

### Status och hot
Ålen är känslig för miljöpåverkan på grund av sitt höga fettinnehåll och sin ansenliga livslängd. Den är också mycket känslig för störningar i sitt vandringsbeteende, eftersom den är hänvisad till sin långa vandring mellan Sargassohavet och sitt sötvattenshabitat, inte sällan isolerade märgelhålor eller bäckar långt in i land. Vandringen är således oerhört strapatsrik.
Människans påverkan på ålens livsmiljö har varit betydande. Kraftverksdammar och liknande utgör vandringshinder för arten. Försök med utsättning av gulål ovanför dammar har gjorts, men sådan utsättning är kostsam, eftersom gulål inte kan odlas fram, utan måste fiskas upp någon annanstans. 
Fisketrycket på ål har varit stort, dels som ett resultat av ökat intresse för utsättningsål, dels som ett resultat av  intresse för ål som en delikatess. Även det myckna fisket av glasål i Biscayabuktens kustområden är stort. Under perioden 1995-2005 har ålpopulationen minskat drastiskt. Att nedgången varit så stor anses inte enbart bero på ett ökat fisketryck. 
Fiskevård för ålen är problematisk. Dess livsmönster är föga känt; dess komplicerade lekbeteende och långa vandring har omöjliggjort odling av yngel, vilket varit framgångsrikt för vissa andra arter som lax. Ålens fortlevnad kräver även ett internationellt samarbete. Internationella Havsforskningsrådet ICES skrev i november 2013 angående ålen:
| ” | Statusen för ål är fortfarande kritisk och det behövs snabba åtgärder. ICES rekommenderar att all antropogen dödlighet (t.ex. fritids- och yrkesfiske, vattenkraft, föroreningar) som påverkar produktion och utvandring av blankål bör minskas till så nära noll som möjligt, tills det finns klara belägg för en ihållande ökning av både rekrytering och det vuxna beståndet. | „ |

Vattenkraften anses vara huvudorsaken bakom den snabba utrotningen av ål, då i genomsnitt 70 procent av vuxna ålar dör när de simmar igenom ett vattenkraftverk.

#### I Skandinavien
Ålfisket har i Skandinavien minskat drastiskt sedan 1970-talet. Sedan 1 maj 2007 råder i Sverige generellt fiskeförbud med undantag för ett antal yrkesfiskare, som har dispens. Det rör sig endast om ett mycket begränsat fiske vid Skånes kuster och på ostkusten där den fiskas med traditionella metoder av några få fiskare med specialtillstånd. Fisket sker delvis för att upprätthålla kunskapen om de urgamla fiskemetoder, med speciella båttyper (hommebåtar), ålabodar, ålahommor, uråldriga verktyg och uttryck.

### Forskningen kring ålens ekologi
Mycket av ålens livsmönster var i flera århundraden okända för människan. Fiskare lyckades aldrig fånga någonting som de kunde identifiera som en ung ål. Under tidigt 1900-tal pekade den danska forskaren Johannes Schmidt ut Sargassohavet som den europeiska ålens mest troliga lekplats.
Minst en forskningsstudie har kopplat ihop den europeeiska ålen med magnetoreception, som kan användas för navigation.

### Som mat
Ålen är en mycket uppskattad matfisk och ål tillredd på många olika sätt, däribland rökt, anses vara en delikatess. I Frankrike fångas stora mängder glasål för konsumtion, vilken äts som aladåb. I norra delar av Spanien, i städer som Bilbao, Santiago och San Sebastian, finns det en tradition av att äta glasål (angulas) som pinchos. I Storbritannien, främst i East End i London, var ål i gelé (jellied eels) en populär rätt hos stadens arbetarklass från och med 1700-talet.
Mycket av den fångade ålen är annars vandringsål, då den är på väg tillbaka till Sargassohavet, eftersom den då är som fetast. På grund av att den är så uppskattad som matfisk har den länge varit en ekonomiskt viktig sötvattensfisk. 

### Fiske
Ål fiskas med bottengarn, tinor, ryssjor eller ålkistor. Ålen fiskas även med traditionellt bottenmete med "pingla" som nappvarnare. Ålbestånden har skattats hårt i hela Nordeuropa under 1900-talet och idag råder det fiskeförbud i många delar av dess utbredningsområde. Den som av misstag får upp en ål ska försiktigt släppa tillbaka den i vattnet. Svenska sportfiskerekordet är 3,725 kg.

### I kulturen

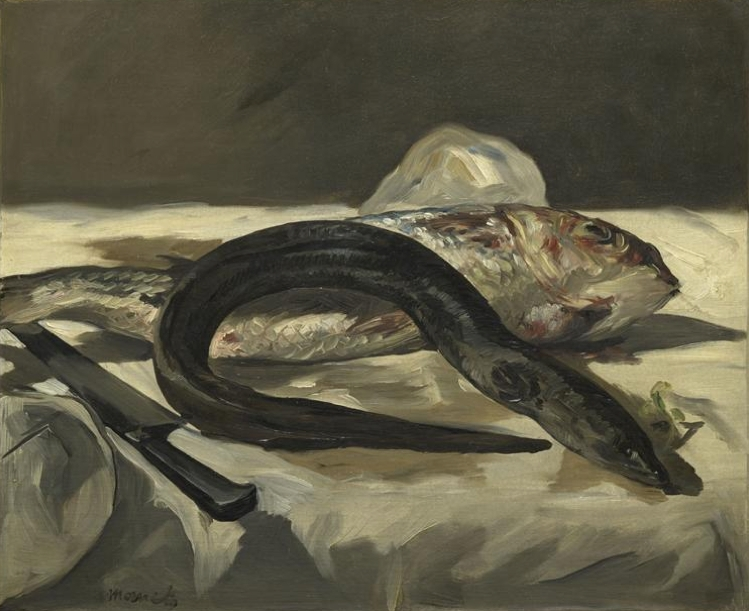
Målning av Édouard Manet från 1864.

Företeelsen när skymningen faller och ålen kommer fram har lokalt i södra Sverige kallats för "ålamörkret".
Ål har ibland släppts ned i brunnar för att hålla dessa rena. Ålar som på liknande sätt förhindras att lekvandra kan bli över 50 år gamla. I fångenskap förmodas åtminstone en ål, den så kallade Branteviksålen, ha uppnått 150 års ålder.
Ålskinn är mycket segt och starkt. I svensk agrar hantverkstradition har därför skinn från helflådd ål använts som "gångjärn" i slagor.
Boken Ålevangeliet, som delvis handlar om ålen som art och ålens kulturhistoria, av Patrik Svensson fick Augustpriset för bästa fackbok 2019.